# Verdrag van Fort Laramie (1851)

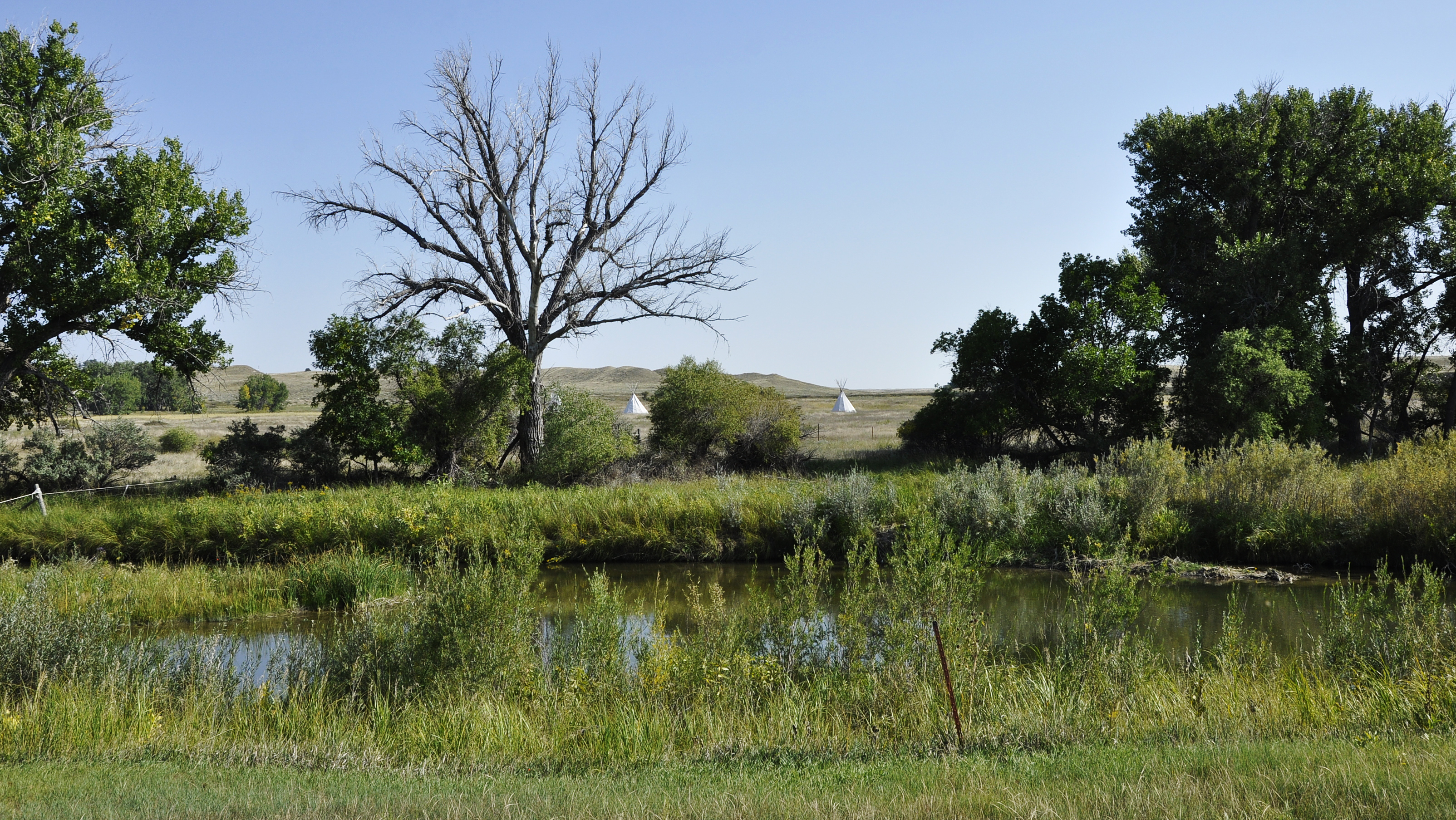
De plek met tenten aan de overzijde van de Laramie River waar het eerste verdrag in 1868 werd ondertekend

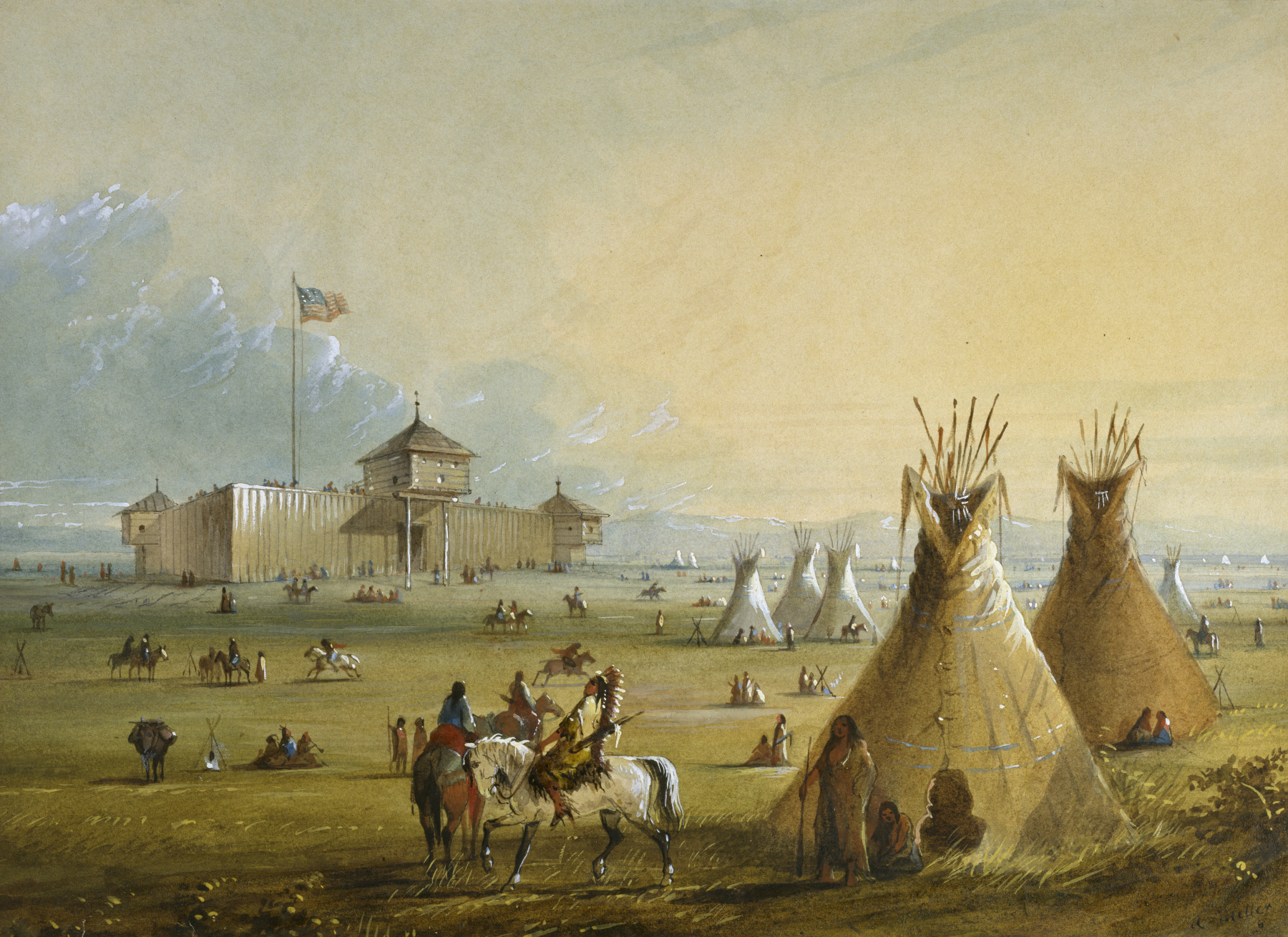
Tekening van Fort Laramie

Het Verdrag van Fort Laramie was een verdrag dat op 17 september 1851 ondertekend werd door afgevaardigden van de Verenigde Staten en vertegenwoordigers van de indianennaties Cheyenne, Sioux, Arapaho, Navajo, Crow, Shoshone, Assiniboine, Mandan, Hidatsa en Arikara. Het verdrag werd ondertekend in Fort Laramie, dat men nu Fort Laramie National Historic Site noemt, even ten zuiden van de plaats Fort Laramie. 
In het verdrag werden de toenmalige territoriale claims van de indianenvolkeren onderling bevestigd. Ook garandeerden de indianen de veilige doorgang voor kolonisten op de Oregon Trail. In ruil daarvoor werd hen een jaarlijkse som van 50.000 dollar beloofd voor de komende vijftig jaar. 
Alhoewel er daarvoor al veel Europeanen en Europese Amerikanen door de Great Plains waren getrokken, had de Californische goldrush ervoor gezorgd dat er beduidend meer reizigers waren. Daarom ondernam de Amerikaanse regering onderhandelingen met de indianenvolkeren, wat tot het Verdrag van Fort Laramie leidde.
Het verdrag werd door de Senaat geratificeerd, maar de betalingen werden verkort tot slechts tien jaar. Alleen de Crow gingen niet akkoord met die wijziging. Verschillende stammen, echter, hebben de beloofde betalingen nooit ontvangen. Het verdrag slaagde er bovendien niet in om voor langdurige vrede te zorgen, vooral omdat de Amerikaanse overheid er niet in slaagde om de kolonisten uit de indianennaties te houden tijdens de goldrush van Pike's Peak (1858-1861).
In 1868 onderhandelden blanken en indianen een nieuw verdrag in Fort Laramie dat evenmin vrede bracht en ten slotte leidde tot de slag bij de Little Bighorn die het einde betekende van de traditionele manier van leven van de prairie-indianen.